# Aeroportul Siwa Oasis North
Aeroportul Siwa Oasis North (IATA: SEW, ICAO: HE24) este un aeroport din Matruh, Egipt.
Situat la o altitudine de 91 m, aeroportul dispune de o singură pistă.